# Gorakhpur (stad)
Gorakhpur is een stad in de Indiase staat Uttar Pradesh. Het is de hoofdstad van het gelijknamige district en de gelijknamige divisie. De stad ligt 70 kilometer ten zuiden van de grens met Nepal en telt circa 670.000 inwoners (2011).